# Johann Wilhelm Lombard
Johann Wilhelm (Jean Guillaume) Lombard (* 1. April 1767 in Berlin; † 28. April 1812 in Nizza) war Mitglied des preußischen Kabinetts. Er hatte in außenpolitischen Fragen großen Einfluss auf Friedrich Wilhelm III. von Preußen.

## Leben
Er stammte aus einer Hugenottenfamilie. Sein Vater war Friseur. Er selbst trat nach dem Abschluss der Schule im März 1786, von Friedrich dem Großen schriftlich geprüft, als Kabinettskanzlist in den preußischen Staatsdienst ein. Am 26. Februar 1790 heiratete er Dorothée Gilly, eine Nichte des berühmten Baumeisters David Gilly.
Nach seiner Thronbesteigung beförderte Friedrich Wilhelm II. ihn im Dezember 1786 zum Kabinettsekretär. Lombard wurde zum Vertrauten des Königs und begleitete ihn 1789 nach Schlesien, 1790 auf den Reichenbacher Kongress und 1792 auf den Feldzug gegen Frankreich. Bei der Kanonade von Valmy geriet er in französische Gefangenschaft. Die Verhandlungen über seinen Austausch hatten eine Waffenruhe zur Folge, die nach zehn Tagen in den Abzug der Preußen aus Frankreich mündete. Im Jahr 1800 wurde er zum geheimen Kabinettsrat ernannt und mit der preußischen Außenpolitik betraut. Obwohl ab 1802 Christian von Haugwitz als preußischer Außenminister fungierte, gilt der pro-französische Lombard als der eigentliche Gestalter der Außenpolitik dieser Zeit. Im Jahr 1803 verhandelte er mit Napoleon in Brüssel. Wegen seiner franzosenfreundlichen Haltung wurde er unter anderem von Karl August von Hardenberg und vom Freiherrn vom Stein scharf angegriffen.
Lombard hat seine politische Haltung verändert und verfasste 1806 das Kriegsmanifest. Gleichwohl wurde er für die Niederlage in der Schlacht bei Jena und Auerstedt verantwortlich gemacht. Auf Befehl von Königin Luise wurde er festgenommen. Der König veranlasste später seine Freilassung. Auf Druck von Zar Alexander I. wurde er entlassen.
Neben seiner politischen Tätigkeit war Lombard als Autor zahlreicher Gedichte und Prosatexte tätig. Außerdem hat er als Übersetzer gearbeitet. Bis 1809 behielt er das Amt eines Sekretärs der Preußischen Akademie der Wissenschaften.

## Werke
- Johann Wilhelm Lombard: Materialien zur Geschichte der Jahre 1805, 1800, und 1807. Seinen Landsleuten zugeeignet von einem Preußen. Nicolai, Frankfurt 1808.